# William Stanley, 3. Baron Monteagle
William Stanley, 3. Baron Monteagle (* um 1528; † 10. November 1581) war ein englischer Peer.
Er war der Sohn des Thomas Stanley, 2. Baron Monteagle aus dessen erster Ehe mit Lady Mary Brandon. Beim Tod seines Vaters beerbte er diesen 1560 als 3. Baron Monteagle.
1555 war er als Knight of the Shire für Lancashire Mitglied des House of Commons. 1558 nahm er an einem englischen Überfall auf schottisches Gebiet teil.
In erster Ehe heiratete er seine Stiefschwester Anne Leybourne († nach 1571). In zweiter Ehe heiratete er um 1575 Anne Spencer († 1618), Tochter des Sir John Spencer († 1586).
Er hinterließ keine Söhne, aber eine Tochter aus erster Ehe, Elizabeth Stanley (1558–1585), die Edward Parker, 12. Baron Morley heiratete und 1581 seinen Titel als 4. Baroness erbte.
Seine Witwe aus zweiter Ehe heiratete nach seinem Tod Henry Compton, 1. Baron Compton († 1589), sowie 1592 Robert Sackville, 2. Earl of Dorset.